# Jérôme Moïso
Jérôme Moïso (Paris, 15 de junho de 1978) é um ex-jogador francês de basquete profissional que atuou na  National Basketball Association (NBA). Foi o número 11 do Draft de 2000.